# Ráskai Ferenc
Ráskai Ferenc, született Krausz Ferenc (Komárom, 1880. november 23. – Budapest, 1942. október 29.) magyar író, újságíró, színpadi szerző.

## Életpályája
Krausz Miksa kereskedő és Spitzer Berta fiaként született izraelita családban. A gimnázium első felét Komárom városában járta, majd Budapesten folytatta, érettségit is itt tett. Egyetemi tanulmányait a Budapesti Egyetem jogi karán végezte el. 1902-től a Magyar Közélet című hetilap segédszerkesztője volt. 1903-1936 között a Pesti Hírlap munkatársa, majd színházi rovatvezetője volt. Volt operett librettistája, és több mint 10 színdarab szerzője. 1904-1905 között a Magyar Mesemondó című képes gyermeklapot szerkesztette. Halálát szívhűdés, szívizomelfajulás okozta. Felesége Molnár (Müller) Aranka volt, akivel 1918. május 19-én Budapesten, az V. kerületben kötött házasságot.
Sírja Budapesten a Kozma utcai izraelita temetőben található.

## Művei
- Élni tovább (versek, 1903)
- Hét esztendő (versek, 1908)
- Asszonyi balsors (elbeszélés, 1909)
- Hivatalnoklány (színmű, 1916)
- A csodamajom (regény, ?)
- Szépasszony tolla (regény, ?)
- A szerelem nyomorékjai (regény, ?)
- A meg nem értett férfi (regény, ?)
- Kis lány, nagy színész (regény, ?)
- Mai témák (elbeszélések, 1918)
- Férfisírás (regény, 1921)
- Egy Kossuth kép regénye (regény, 1921)
- Dunai éjszakák (regény, 1923)
- Kanáry Zoltán (regény, 1924)
- Áram a tengerben. Jászai Mari rajeci regénye (regény, 1938)
- Önvédelem (versek, 1939)
- Az örök lemez (regény, 1940)
- Titkaim. Egy 36 éves íróasztal regénye (regény, 1940)
- Élni tovább kétféle cipőben (regény, 1942)

## Színművei[6]
- Kolombusz báró - 3 felvonásos operett, Zene szerző: Chorin Ferenc, Bemutató: 1910. november 12. Városi Színház (Nádassy József soproni színigazgató vendégtársulatával), majd 1911. május 16.-án, a Városi Színkör műsorába került.
- A templom tövében - pesti történet, 1 felvonásos. Bemutató: 1911. június 24. Nagyvárad.
- Faun - 3 felvonásos vígjáték, Bemutató: 1912. március 13. Kolozsvár.
- A gyerekváros, vagy a megtréfált Mátyás király - 3 felvonásos, zenés (Stefanidesz Károly) ifjúsági komédia, Bemutató: 1914. április 4. Vígszínház
- Lidi-Lídia - 1 felvonásos színmű, Bemutató: 1915. június 11. Király Színház (Háborús konzorcionális társulattal)
- Bestia - egy felvonásos színmű
- Prof. Nick El Hama - egy felvonásos színmű
- A kalandornő - egy felvonásos színmű
- A hivatalnokleány - 3 felvonásos társadalmi színmű, Bemutató: 1916. augusztus 2. Budai Színkör, majd bemutatta a Budapesti Színház is (1918. június 12.)
- A budai ház - 3 felvonásos vígjáték, Bemutató: 1917. július 13. Budai Színkör
- A Mentőangyal - vígjáték, Bemutató: Renaissance Színház (1917)
- A gavallér - egyfelvonásos életkép, Bemutató: 1919. december 3. Dunaparti Színház